# Lysimachia fortunei
Lysimachia fortunei är en viveväxtart som beskrevs av Carl Maximowicz. Lysimachia fortunei ingår i släktet lysingar, och familjen viveväxter. Inga underarter finns listade i Catalogue of Life.